# Franciszek Kunicki
Franciszek Jan Kunicki herbu Bończa (ur. ok. 1750, zm. 8 lutego 1828) – podkomorzy chełmski w 1784 roku, konsyliarz ziemi chełmskiej w konfederacji targowickiej w 1792 roku, poseł chełmski na sejm grodzieński (1793), członek konfederacji grodzieńskiej 1793 roku, starosta czułczycki, członek Stanów Galicyjskich, wolnomularz.
Poseł chełmski na sejm 1782 roku. Sędzia sejmowy ze stanu rycerskiego w 1782 roku. Był komisarzem Sejmu Czteroletniego z ziemi chełmskiej województwa ruskiego do szacowania intrat dóbr ziemskich w 1789 roku. W 1790 roku był członkiem Komisji Porządkowej Cywilno-Wojskowej dla ziemi chełmskiej województwa ruskiego.  
2 lipca 1793 roku, będąc posłem, został aresztowany w Grodnie przez generała rosyjskiego Johanna von Rautenfelda, działającego z rokazu posła rosyjskiego Jakoba Sieversa.
Na sejmie grodzieńskim w 1793 roku został mianowany przez króla Stanisława Augusta Poniatowskiego członkiem deputacji do traktowania z posłem rosyjskim Jakobem Sieversem. 22 lipca 1793 roku podpisał traktat cesji przez Rzeczpospolitą ziem zagarniętych przez Rosję  w II rozbiorze Polski.
W 1793 roku odznaczony Orderem Orła Białego, w 1786 został kawalerem Orderu Świętego Stanisława.